# Jana Vollmer
Jana Pechová Vollmer(Mladá Boleslav, 5 de maio de 1973) é ex-voleibolista indoor  da Checoslováquia/Chéquia e da Alemanha  e jogadora de vôlei de praia alemã, no vôlei de quadra e pela Checoslováquia foi medalhista de prata no Campeonato Europeu na Chéquia,  que no vôlei de praia, foi medalhista de prata no Campeonato Europeu nos anos de 2000 e 200, na Espanha e na Turquia, respectivamente.

## Carreira
Ela ainda usando nome de Jana Pechová começou a jogar vôlei na fase escolar e depois ingressou no VK Dukla Liberec, na extinta Checoslováquia, em 1987,  sagrando-se vice-campeã em 1989. De 1988 a 1992, esteve presente nas categorias de base da Checoslováquia, atuando aproximadamente em 150 jogos. De 1989 a 1994, ela jogou na seleção feminina da Checoslováquia, após  passar a ser República Tcheca em 1993, também atuou na seleção adulta, acima de 70 jogos, terminando em quinto lugar no Campeonato Europeu de 1991 na Itália e em segundo no Campeonato Europeu de 1993 e nas cidades de Brno e Zlín. 
Transferiu-se para o Imet Perugia foi finalista da Liga A1 Italiana, quando conquistou o vice-campeonato, e foi campeã por este clube na Copa A1 da Itália., mas neste período conquistou também o vice-campeonato da Copa CEV e na temporada de 1992-93 permaneceu no mesmo clube, que utilizou a alcunha "Rasimelli&Coletti Perugia"
No período de 1993-94, foi atuar no voleibol alemão, defendeu o Tübingen TSG Tübingen, o quando foi treinada por seu pai  e seu marido Andreas Vollmer, com quem tem a filha Matilda Vollmer, na época assistente técnico. Na jornada de 1994-95, foi contratada pelo USC Münster conquistando o vice-campeonato alemão. Após, processo de naturalização, atuou em 1999 e teve seis jogados pela seleção alemã de vôlei de quadra. A partir de 1995, passou atuar na Suíça pelo Kanti Schaffhausen até 1999, BTV Luzern (1999-2000),  VBC Glaronia Glarus (2000-01), Kanti Schaffhausen  (2001-02 e 2002-03), e de 2003-04 atuou pelo Volley Franches-Montagnes até 2004 . Durante este tempo, ela foi eleita duas vezes vice-campeã suíça e jogadora de vôlei suíça do ano três vezes.
Ela conciliava o vôlei de quadra, com o vôlei de praia, nesta modalidade iniciou em 1997. Sagrou-se vice-campeã alemã em 1998 ao lado de Ines Pianka, e estrearam no circuito mundial de 1998 no Aberto de Marselha, terminando na décima sétima posição e na temporada de 1999 estiveram juntas no Aberto de Acapulco, e terminaram na décima terceira. Em 2000, esteve com Danja Müsch e conquistaram a medalha de prata no Campeonato Europeu de Voleibol de Praia nas cidades de Guecho e Bilbau.

No ano de 2002, esteve ao lado de Andrea Ahmann, terminaram em nono lugar na edição do Campeonato Europeu de Voleibol de Praia de 2002 em Basileia, e no circuito mundial conquistaram: o trigésimo terceiro posto nos Abertos de Madrid e de Stavanger, em vigésimo quinto posto no Aberto de Gstaad e no Grand Slam de Klagenfurt, alcançaram o décimo sétimo lugar nos Abertos de Rodes, Osaka e Maiorca, assim como no Grand Slam de Marselha,  além do nono lugar no Aberto de Vitória.
Ao lado de Andrea Ahmann, conquistaram o vice-campeonato nacional, também a medalha de prata no Campeonato Europeu de 2003 em Alânia, e pelo circuito mundial, terminaram em vigésimo quinto nos Grand Slams de Marselha e Los Angeles,  em décimo sétimo posto  no Grand Slam de Berlim e nos Abertos de Stavanger e Lianyungang , mesma posição que terminaram no Campeonato Mundial no Rio de Janeiro, e no referido circuito, finalizaram em nono lugar nos Abertos de Gstaad, Milão e Osaka, e o quinto lugar no Grand Slam Klagenfurt.
Com  Andrea Ahmann, também terminou em quinto no Campeonato Europeu de 2004 em Timmendorfer Strand, e no circuito mundial terminaram na vigésima quinta posição no Aberto de Stavanger, em décimo sétimo nos Abertos de Xangai e Fortaleza, como também nos Grand Slams de Marselha e Klagenfurt, em nono nos Abertos de Rodes, Osaka e Maiorca, além do quinto lugar no Grand Slam de Berlim. Com Ines Pianka em competições nacionais em 2004 e em 2005, alcançaram a vigésima quinta posição no Campeonato Mundial de Berlim, e no mesmo ano com Julia Krumbeck e devido a problemas no joelho encerrou sua carreira.